# Mikołaj Józef Koc
Mikołaj Józef Koc herbu Dąbrowa (zm. przed 27 września 1758 roku) – podkomorzy bełski od 1746 roku, chorąży bełski w latach 1738–1746, sędzia bełski w latach 1713–1738, podstoli buski w latach 1706–1713, marszałek sejmiku przedsejmowego województwa bełskiego w 1738 roku.
Poseł na sejm 1712/1713 roku z województwa bełskiego. Poseł na sejm konwokacyjny 1733 roku z województwa bełskiego. Był członkiem konfederacji generalnej zawiązanej 27 kwietnia 1733 roku na tym sejmie.